# فابريسيانو سيغامبا
فابريسيانو سيغامبا (15 سبتمبر 1936 - 31 مارس 2021) كان رئيس أساقفة روماني كاثوليكي أرجنتيني.
وُلد سيغامبا في الأرجنتين ورُسم في الكهنوت عام 1970. خدم أسقفًا لأبرشية الروم الكاثوليك في ريكونكويستا الأرجنتين من 1985 إلى 1993 وأسقفًا لأبرشية الروم الكاثوليك في لاريوخا الأرجنتين من 1993 إلى 2006. شغل منصب رئيس أساقفة أبرشية الروم الكاثوليك في ريزيستنسيا في الأرجنتين من 2006 إلى 2013.